# Hugh Clevely
Hugh Clevely, né en 1898 à Bristol et mort en 1964, est un auteur britannique de roman policier et de roman d'aventures. Il a également signé plusieurs titres sous le pseudonyme Tod Claymore.

## Biographie
Fils de parents d’origines anglaise et irlandaise, il est élevé par son oncle, un vicaire, et passe son enfance dans un presbytère. Pendant la Deuxième Guerre mondiale, il sert dans la Royal Air Force où il atteint le grade de commandant.
Il amorce sa carrière littéraire dès 1928 avec la publication d’un premier roman policier qui appartient au sous-genre du thriller anglais, Martinson contre les gangsters. Admirateur de Georges Simenon, il crée l'année suivante l’inspecteur Williams de Scotland Yard, enquêteur inspiré par le Maigret de l’auteur belge.
À partir de 1937, les exploits de Max Archer donnent lieu à quelques textes qui lorgnent vers le roman d’espionnage. Ce personnage sera incarné en 1940 au cinéma par John Loder dans le film Meet Maxwell Archer (en) de John Paddy Carstairs.
Pendant la guerre, sous le pseudonyme de Tod Claymore, Clevely donne vie au détective amateur Tod Claymore qui raconte ses enquêtes à la première personne dans l’esprit des récits de Ellery Queen.
Après la guerre, Hugh Clevely contribue pendant la première moitié des années 1950 à la série collective fondée sur le personnage de Sexton Blake (en). Il donne ensuite, outre des romans policiers sans héros récurrent, quelques romans d’aventures se déroulant dans le milieu de l’aviation et des escadrilles de combat.

## Œuvre

### Romans

#### SérieJohn Martinson
- The Gang-Smasher (1928) Publié en français sous le titre Martinson contre les gangsters, Paris, Librairie des Champs-Élysées, Le Masque no 273, 1939
- The Gang-Smasher Again (1938) Publié en français sous le titre La Mort dans la nuit, Paris, R. Simon, Police-Secours, 1939

#### SérieInspecteur Williams
- Fraser Butts In (1929) Publié en français sous le titre Une étrange substitution, Paris, R. Simon, Police-Secours, 1938
- Hell to Pay! ou Call the Yard! (1930) Publié en français sous le titre Alarme à Scotland Yard, Paris, R. Simon, Police-Secours, 1939
- Amateur Crook (1936) Publié en français sous le titre Le Gangster amateur, Paris, Gallimard, Détective, 2e série no 17, 1939
- Death’s Counterfeit (1937) Publié en français sous le titre Perte de vitesse, Paris, Librairie des Champs-Élysées, Le Masque no 267, 1939

#### SérieMaxwell “Max” Archer
- Zero the 14th (1937) Publié en français sous le titre L’Alerte de minuit, Paris, R. Simon, Police-Secours, 1939
- Archer Plus Twenty (1938)
- Three Wooden Overcoats (1939) Publié en français sous le titre Trois sinistres bandits, Paris, R. Simon, Police-Secours, 1939
- No Peace for Archer (1947)
- More Trouble for Archer (1949)
- Not Nice People (1950)
- Blood and Thunder (1951)

#### SérieSexton Blake
- Calling Whitehall 1212 (1952)
- The Girl from Toronto (1952)
- The Case of the Smuggled Currency (1953)
- The Night Club Mystery (1953)
- The Case of the Three Survivors (1954)
- The Heir of Tower House (1954)
- The Crime at 3 A.M. (1954)
- The Case of the Criminal’s Daughter (1954)
- The House of Evil (1955)
- The Case of the Legion Deserter (1955)
- The Strange Affair of the Widow’s Diamonds (1956)

#### Autres romans
- The Man with the Amber Eyes (1928), en collaboration avec Edgar Jepson
- The House of the Cliffs (1930)
- Gang Law (1931) Publié en français sous le titre La Loi du gang, Paris, Librairie des Champs-Élysées, Le Masque no 235, 1937
- Further Outlook Unsettled (1932)
- Dark Eyes and Danger (1934) Publié en français sous le titre Les Yeux noirs en danger, Paris, R. Simon, Police-Secours, 1938
- Mr. Munt Carries On (1934) Publié en français sous le titre Monsieur Munt revient, Paris, R. Simon, Police-Secours, 1939
- Dead Man’s Secret (1935)
- The Wrong Murderer (1935) Publié en français dans un autre traduction sous le titre Kidnappers, Paris, Librairie des Champs-Élysées, Le Masque no 215, 1936
- Public Enemy (1953)
- Somebody Killed Kevin (1953)
- The Wind Was Cold (1955)
- The Wolf That Follows ou The Turning Point (1955)
- Heroic Blood (1956)
- Stranger in Two Worlds (1959)
- Justin Kelly (1959)
- Garland of Valour (1963)

#### Romans signés Tod Claymore
- You Remember the Case ou This is What Happened (1939)
- Ships with Wings (1942)
- Flare Paths: a Novel of the North Atlantic Bomb Patrol (1943)
- Speedwell (1946)
- Nest of Vipers (1948)
- What Else Could I Do? (1948)
- Appointment in New Orleans (1950)
- Reunion in Florida (1952)
- Dead Men Don’t Answer (1954)
- Rendezvous on an Island (1957)

### Autres publications
- Famous Fires (1957)
- It Should Never Have Happened: a Book About Notable Fires (1957)

## Adaptation cinématographique
- 1940 : Meet Maxwell Archer (en) de John Paddy Carstairs, d'après le roman Archer Plus Twenty (1938), avec John Loder dans le rôle-titre.

## Référence
- Jacques Baudou et Jean-Jacques Schleret, Le Vrai Visage du Masque, vol. 1, Paris, Futuropolis, 1984, 476 p. (OCLC 311506692), p. 122-123.